# VILILIO FETISH
VILILIO FETISH（ヴィリリオ・フェティッシュ）は、2012年に結成された日本のロックバンド。70'sのロックに90’sのブリットポップのエッセンスを混ぜ合わせたようなカオスティックなサウンドが特徴。2014年4月16日1st EP「惑星を束ねて」が全国流通盤としてリリースする。

## 来歴
- 2012年
  - 6月結成。初期メンバーは、秋元祐真、谷川卓也、中西翔平、北村治の４人。

- 2013年
  - 1~3月 サポート・ベーシストを林田英里が務める。
  - 7~8月 ギター谷川卓也脱退。サポートに根本翔太を迎える。
  - 9月 根本翔太 正式加入。

- 2014年
  - 2月11日渋谷La.mamaにて初の主催イベント「The Night Comes Down！」を開催。1st EP「惑星を束ねて」を発表。

## 作品

### EP
|     | 発売日        | タイトル     | 規格 | 規格品番  |
| --- | ------------- | ------------ | ---- | --------- |
| 1st | 2014年4月16日 | 惑星を束ねて | CD   | VLCE-0001 |